# Alejandro Milano
Alejandro Carlos Milan (Buenos Aires, Argentina; 10 de abril de 1975) es un exfutbolista y entrenador argentino. Es entrenador del Barracas Central junto a Rodolfo de Paoli desde 2022.
Como futbolista, se desempeñó de centrocampista y jugó en Almagro, Barracas Central y Sacachispas hasta su retiro en 2007. Tras su retiro, comenzó su carrera como entrenador en Barracas.

## Clubes

### Como jugador
| Club             | País      | Año       |
| ---------------- | --------- | --------- |
| Almagro          | Argentina | 1995-2002 |
| Barracas Central | Argentina | 2002-2006 |
| Sacachispas      | Argentina | 2006-2007 |

### Como entrenador
| Club                        | País                | Año                 | PJ | PG | PE | PP | GF | GC | DG | %      |
| --------------------------- | ------------------- | ------------------- | -- | -- | -- | -- | -- | -- | -- | ------ |
| Barracas Central (Reserva)  | Argentina           | 2008-2020           |    |    |    |    |    |    |    |        |
| Barracas Central (Interino) | Argentina           | 2008                |    |    |    |    |    |    |    |        |
| Barracas Central (Interino) | Argentina           | 2017                |    |    |    |    |    |    |    |        |
| Barracas Central            | Argentina           | 2020-2021           | 8  | 4  | 3  | 1  | 9  | 6  | +3 | 62.5%  |
| Barracas Central            | Argentina           | 2022-2023           | 25 | 8  | 8  | 9  | 27 | 34 | -7 | 42.67% |
| Total de su carrera         | Total de su carrera | Total de su carrera | 33 | 12 | 11 | 10 | 36 | 40 | -4 | 47.47% |